# (59830) Reynek
(59830) Reynek (1999 RE33) – planetoida z pasa głównego asteroid okrążająca Słońce w ciągu 5,64 lat w średniej odległości 3,17 j.a. Odkryta 10 września 1999 roku.